# Musée de la rose (Pékin)
Le musée de la rose est un espace conçu initialement à Pékin pour accueillir une convention mondiale de cultivateurs de fleurs, qui a été transformé et pérennisé pour être consacré aux roseraies.

## Description
La façade est constituée d'un ruban métallique de 300 mètres de long et de 17 mçètres de haut, qui est perforé, telle une dentelle, avec des motifs évoquant la fleur de la rose. Le jour, un jeu de lumière et d'ombres, rappelant ces motifs, se créent dans la cour intérieure. La nuit, la lumière traverse ces mêmes motifs perforées et les projette à l'extérieur. Un bâtiment clos  abrite les expositions, et l'espace entre ce bâtiment et le ruban métallique est partagé en 4 cours évoquant les jardins traditionnels,.

## Collection permanente
Ce musée présente 2 000 espèces de roses,.

## Historique
La conception initiale a été lancée en 2014. Le lieu a tout d'abord accueilli, à partir de  mai 2016, une convention mondiale de cultivateurs de fleurs, le Congrès régional 2016 de la Fédération mondiale des sociétés de roses (World Federation of Rose Societies ou WFRS) et a été pérennisé comme musée consacré à la rose,. Les roses et la floriculture sont un élément de la tradition chinoise, remontant au moins au XIe siècle av. J.-C..

## Localisation
Le bâtiment est situé à 25 km au sud de la Cité interdite